# Parotis prasinophila
Parotis prasinophila là một loài bướm đêm trong họ Crambidae.